# 王申
王申（1931年1月—2025年3月28日），湖北竹山人，中国人民解放军将领、中国人民解放军中将。 
1993年，授予中国人民解放军中将，曾任广州军区副司令员。